# Amir Sarkhosh
Amir Sarkhosh (Teheran, 30 maggio 1991) è un giocatore di snooker iraniano.

## Carriera
All'età di 12 o 13 anni, Sarkosh ha partecipato all'Asian Snooker Championship 2004, dove ha concluso con una vittoria e tre sconfitte (anche contro l'eventuale finalista Advani) nella fase a gironi. Due anni dopo si è ritirato nella fase a gironi. Nel Campionato Asiatico U21 2007 è sopravvissuto alla fase a gironi, dove ha vinto tre delle quattro partite, ma ha perso nei quarti di finale 2-4 contro il vincitore finale Xiao Guodong. Dopo una sconfitta ai quarti di finale allo Snooker Asian Championship del prossimo anno, è sopravvissuto alla fase a gironi ai Campionati Mondiali Amarteur 2008, ma ha perso di nuovo contro Xiao Guodong, questa volta negli ottavi di finale.
Nel 2009, ha raggiunto i quarti di finale del campionato mondiale di snooker Under 21 IBSF a Kish, in Iran, dove ha perso contro Liu Chuang. Dopo una partecipazione infruttuosa al Campionato Asiatico U21 2010, ha raggiunto i quarti di finale del Campionato Asiatico Under 21 2012, dove ha perso contro il suo connazionale ed eventuale vincitore Hossein Vafaei. Ai Campionati Mondiali Dilettanti 2012 è stato eliminato nella fase a gironi. Sarkhosh ha celebrato il suo più grande successo allo SnookerAsian Championship 2013, dove è passato alle semifinali dopo aver superato la fase a gironi. Ha perso contro il siriano Omar al-Kojah, che ha perso in finale contro l'avversario di gruppo di Sarkosh, Saleh Mohammadi. Nello stesso anno è stato invitato al 6-Red World Championship, [fonte?] Un torneo dello Snooker Main Tour, svoltosi a settembre, ma è stato eliminato con una sola vittoria (su Darren Morgan) nella fase a gironi. A novembre, è sopravvissuto imbattuto alla fase a gironi del Campionato del mondo amatoriale, perdendo infine contro Darryl Hill negli ultimi 32 anni. Alla Coppa d'Asia 2014, ha perso contro Thor Chuan Leong al primo turno. Sarkhosh ha gareggiato nel Campionato del Mondo 6-Rosse per il secondo anno consecutivo a settembre, dove è stato eliminato nella fase a gironi con due vittorie su cinque partite.

## Ranking
| Stagione  | Ranking iniziale | Ranking finale |
| --------- | ---------------- | -------------- |
| 2017-2018 | Non classificato | 124            |
| 2018-2019 | Non classificato | 146            |
| 2019-2020 | Non classificato |                |
| [ 15 ]    |                  |                |